# Prokopp Mária
Prokopp Mária (Budapest, 1939. március 25. –) Széchenyi-díjas magyar művészettörténész, egyetemi tanár.

## Életpályája
Apja Prokopp Gyula (1903–1983) levéltáros, anyja Stengl Marianna (1907–1997). Elemi- es középiskolai tanulmányait Esztergomban végezte, 1957-ben érettségizett. 1957–1962 között az Eötvös Loránd Tudományegyetem Bölcsészettudományi Kar művészettörténet–történelem szakán végezte tanulmányait. 1962-ben diplomát szerzett. Szakdolgozatát az esztergomi Várkápolna XIV. századi falképeiről írta.
1962–1968 között az esztergomi Balassa Bálint Múzeumban és Vármúzeumban dolgozott. 1969–1976 között az Eötvös Loránd Tudományegyetem Bölcsészettudományi Kar Művészettörténeti tanszék tudományos munkatársa, 1977–1993 között tudományos főmunkatársa, 1993–2001 között egyetemi docense, majd 2001-től egyetemi tanára.
A Magyar Tudományos Akadémia Művészettörténeti Bizottságának tagja több ciklusban, és jelenleg is. 1976-tól a Magyar Tudományos Akadémia Művészettörténeti Értesítő szerkesztő bizottsági tagja. A Péter András-Alapítvány és a Szent István-díj Alapítvány elnöke.
1970-től rendszeresen ment külföldi tanulmányutakra. Számos alkalommal járt Olaszországban MÖB-ösztöndíjjal, illetve Mellon-ösztöndíjjal a Harvard egyetem firenzei Reneszánsz Kutató Központjában, a Villa I Tattiban. 1973-ban MÖB-ösztöndíjjal Franciaországban járt. Hallgatói tanulmányutakat vezetett Csehországba, Lengyelországba és Szlovákiába.
Előadást tartott számos nemzetközi konferencián: 1969: Budapest, CIHA-kongresszus; 1978: Köln, Parler-konferencia; 1977: Poznan, Közép-Európai gótikus falfestészet; 1983: Halle, Közép-európai falfestészet; 1986: Nedec/Niedzica, Közép-európai művészet; 1994: Udine, Középkori falkép-restaurálás; 1996: Róma – Nápoly, Nemzetközi Hungarológia Kongresszus; 2003: Milánó, Lombard–magyar művészeti kapcsolatok a középkorban; 2007: Firenze, Villa I Tatti, a Harvard Egyetem Reneszánsz Kutatóintézetében rendezett „Reneszánsz művészet Magyarországon” konferencián „Vitéz János esztergomi érsek (1465–1472) Studiolójának freskói” címmel; 2008: az Eötvös Loránd Tudományegyetem által rendezett nemzetközi konferencia A Reneszánsz Mátyás korában.
Oktatói és kutatói tevékenységének területe a XIII–XV. századi itáliai, magyar és közép-európai képzőművészet.

## Főbb tudományos eredményei

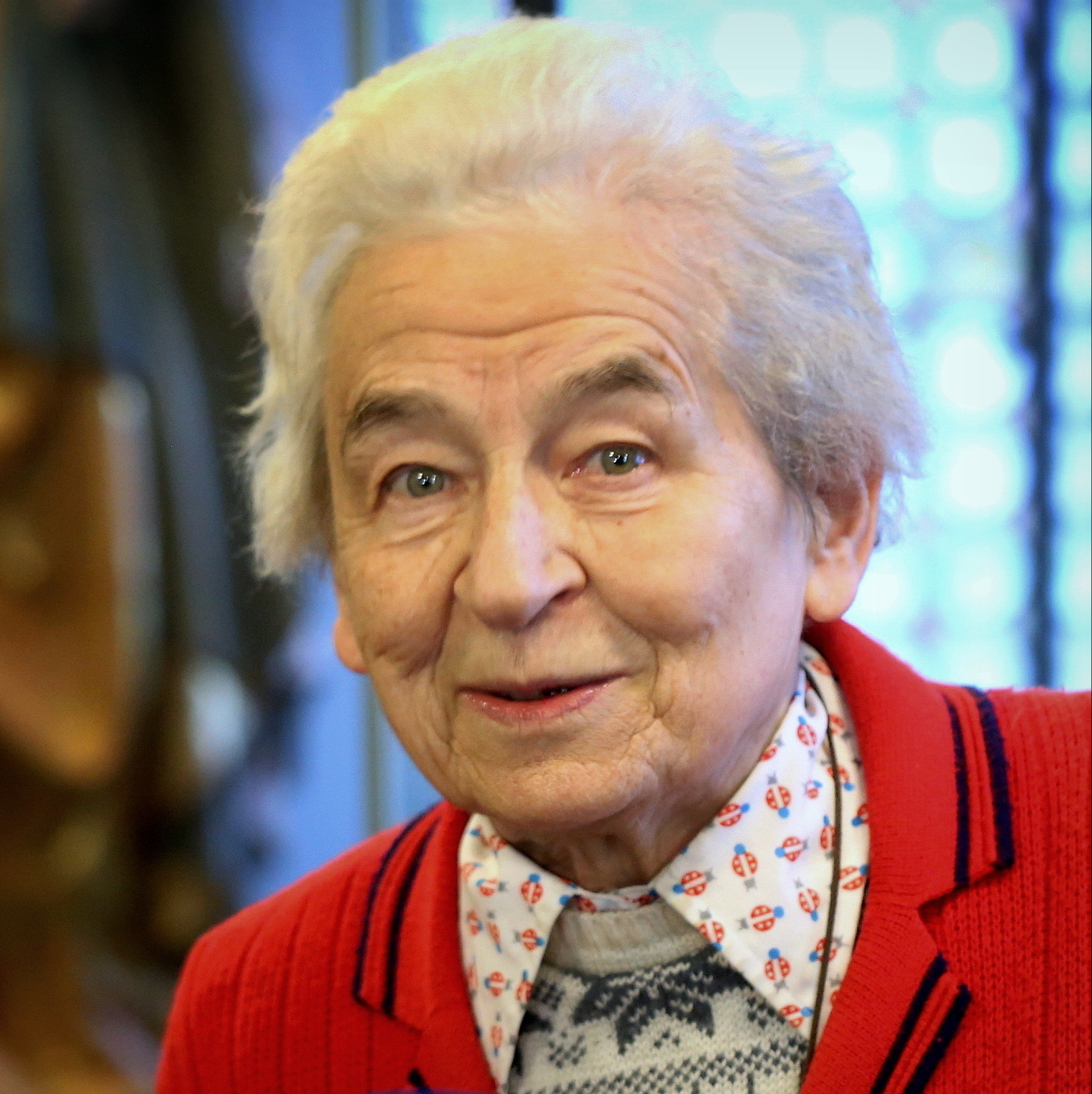
Prokopp Mária 2017-ben

Az esztergomi vár XIV–XV. századi falképeinek datálása és stíluskörének meghatározása; Vitéz János érsek esztergomi Studiolója falképeinek programja és attribúciója; a közép-európai gótikus falképek itáliai kapcsolatainak meghatározása; Gömör, Szepesség és Somorja gótikus falképek; az újonnan feltárt hazai gótikus falképek feldolgozása: Keszthely, Siklós, Maconka, Tornaszentandrás; az esztergomi Keresztény Múzeum trecento képeinek új meghatározása, katalógusuk elkészítése; Sassetta Posztó-céh-oltárának új rekonstrukciója, tudományos feldolgozása; az Árpád-házi szentek európai kultuszának és képzőművészeti emlékeinek tudományos bemutatása; a nápolyi Santa Maria Donna Regina templom falképeinek művészettörténeti feldolgozása.

### Tudományos fokozatai
1967-ben az Eötvös Loránd Tudományegyetem Bölcsészettudományi Karán doktorátust szerzett summa cum laude minősítéssel. Disszertációját a gömöri XIV. századi falképekről írta.
1976-tól a Magyar Tudományos Akadémia kandidátusa. Disszertációjának témája az itáliai trecento festészet hatása Közép-Európa falfestészetére, különös tekintettel Magyarországra.
1995-ben habilitált az Eötvös Loránd Tudományegyetemen. Disszertációját Sassettáról írta.

## Művei
- Verrocchio, Boltraffio, Coreggio; Képzőművészeti Alap, Budapest, 1968 (Az én múzeumom) (bolgárul is)
- Lorenzetti; Corvina, Budapest, 1974 (A művészet kiskönyvtára)
- A garamszentbenedeki úrkoporsó az esztergomi Keresztény Múzeumban; Magyar Helikon–Corvina, Budapest, 1982 (angolul, németül is)
- Italian Trecento influence on murals in East Central Europe particularly Hungary; angolra ford. Simon Ágnes; Akadémiai, Budapest, 1983
- 13–18. századi itáliai képek az esztergomi Keresztény Múzeumban; Képzőművészeti, Budapest, 1984 (Az én múzeumom)
- Olasz festészet a XIV. században; Corvina, Budapest, 1986 (angolul, franciául, németül, oroszul is)
- Giotto freskói a padovai Aréna-kápolnában; Képzőművészeti, Budapest, 1989 (Remekművek)
- Prokopp János, 1825–1894, Esztergom megye és város első mérnöke. Emlékkiállítás a Balassa Bálint Múzeumban, Esztergom 1994; összeáll. Prokopp Mária; Balassa Múzeum, Esztergom, 1994
- Siklós, plébániatemplom; szöv. Lővei Pál–Boromisza Péter–Prokopp Mária; TKM Egyesület, Budapest, 1995 (Tájak, korok, múzeumok kiskönyvtára)
- Sassetta. A budapesti kép elemzése; Holnap, Budapest, 1997
- Keszthely, plébániatemplom; 3. átdolg., bőv. kiad.; TKM Egyesület, Budapest, 1999 (Tájak, korok, múzeumok kiskönyvtára)
- Prokopp Mária–Horváth Alice: Bátonyterenye, műemlékek; TKM Egyesület, Budapest, 2000 (Tájak, korok, múzeumok kiskönyvtára)
- Esztergom, a várkápolna és Vitéz János érsek studiolójának freskói; TKM Egyesület, Budapest, 2001 (Tájak, korok, múzeumok kiskönyvtára)
- Középkori freskók Gömörben; Méry Ratio, Somorja, 2002
- Prokop Péter. Festőművész, 1919–2003; SZTE BTK Olasz Tanszék, Szeged, 2003
- Árpád-házi Szent Erzsébet; fotó Golarits István, szöv. Prokopp Mária; Tertia, Budapest, 2003
- Somorja középkori temploma; Méry Ratio, Somorja, 2005
- Prokopp Mária–Méry Gábor: Középkori falképek a Szepességben; Méry Ratio, Samorín, 2009
- Káldy Lajos élete és művészete; Mikes, Budapest, 2010
- A feltárástól az újjászületésig. Az esztergomi királyi várkápolna története; szöv. Prokopp Mária, Vukov Konstantin, Wierdl Zsuzsanna; Magyar Nemzeti Múzeum Esztergomi Vármúzeum, Esztergom, 2014 (angolul is)
- Kettős kötődésben. Péter András (1903–1944) életműve. Írások a régi és a kortárs művészetről; közread. Prokopp Mária–Tóth Károly, bibliogr. Illés Eszter; Péter András Alapítvány, Budapest–Szeghalom, 2014
- Nápoly középkori magyar emlékei a XIII–XV. századból; szöv. Prokopp Mária, fotó Horváth Zoltán György; Romanika, Budapest, 2014 (A Szent Korona öröksége)
- Rieger Tibor; tan. Prokopp Mária; Méry Ratio, Šamorín, 2016
- Prokopp Mária–Kátay-Barba Rafael Péter: Árral szemben kifulladásig. Barba Péter (1914–1991) festőművész élete és munkássága; Romanika, Budapest, 2019 (A Szent Korona öröksége)
- Pilisszentkereszt temploma; fotó Horváth Sándor, Legeza László, Török Sándor; Önkormányzat–Szentkereszti Polgári Kör Egyesület, Pilisszentkereszt, 2019
- Sinkó Veronika művészete; Ars Sacra Kft., Budapest, 2021
- Színek varázsa. Sziptner István festészete; magánkiad., Budapest, 2022
- Regina Gisela. Boldog Gizella nyomában. Tanulmányok első királynénk tiszteletére; sajtó alá rend. Prokopp Mária; Kortárs Női Reflexiók Fóruma, Budapest, 2023

## Díjai, elismerései
- 1978 – Pasteiner Gyula-emlékérem (Magyar Régészeti és Művészettörténeti Társulat)
- 1990 – Ipolyi Arnold-emlékérem (Magyar Régészeti és Művészettörténeti Társulat)
- 2007 – Szervátiusz Jenő-díjat és Kiváló Erasmus Koordinátor kitüntetést kapott (az oktatási és kulturális minisztertől)
- 2010 – A Magyar Érdemrend tisztikeresztje
- 2016 – Esztergom díszpolgára[1]
- 2018 – Balassi-emlékérem[1]
- 2019 – A Magyar Érdemrend középkeresztje[2]
- 2020 – A Magyar Kultúra Lovagja
- 2021 – Széchenyi-díj[3]
- 2022 – Magyar Örökség díj